# Victoria, Columbia Britanică
Victoria este un oraș din Canada, capitala provinciei Columbia Britanică. Victoria, care se găsește pe Insula Vancouver, este un oraș de interes turistic. Are o populație de aproximativ 335.000 locuitori.